# Saga Kjalnesinga

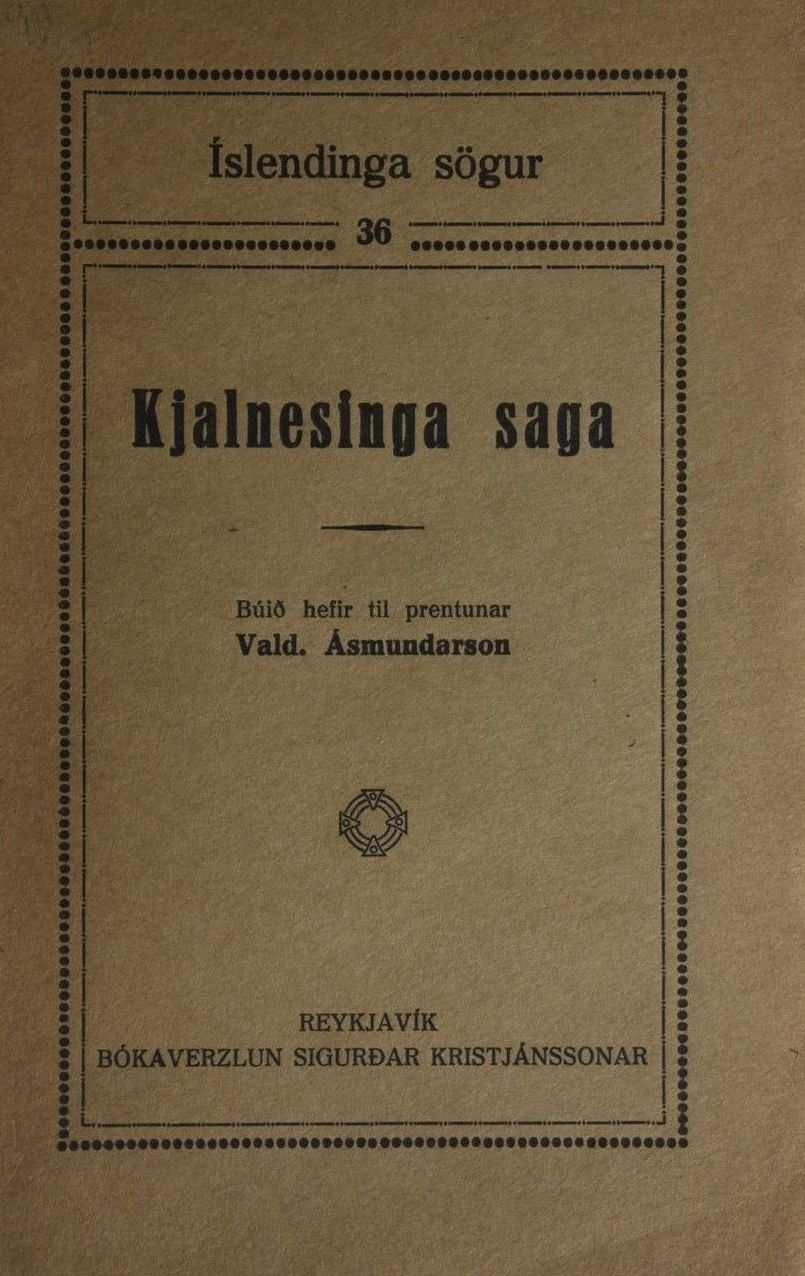
Portada de una edición de la saga Kjalnesinga (1931).

La saga Kjalnesinga (o Historia de los Habitantes de Kjalarnes) es una de las sagas de los islandeses. Su fecha de composición suele situarse a mediados del siglo  XIV. El personaje principal es Búi Andríðason, en los tiempos del reinado de Harald I de Noruega, que protagoniza una trama muy entretenida y bastante recurrente en otras sagas legendarias. El autor parece bastante versado en los entresijos de su distrito, donde se desarrolla la mayor parte del argumento. 

## Trama
Búi pasa un tiempo viviendo en el reino de Dórfi en Dofrafell, Noruega y corteja a su hija Fríðr con quien tiene un hijo llamado Jókull (Jǫkull), cuya paternidad Búi rechaza. En un capítulo de la saga, el rey Harald prepara una jornada de lucha libre y enfrenta a Búi con un nombre de raza negra (blámaðr), en principio como un acontecimiento deportivo, pero que rozaba el ajuste de cuentas. Según la saga Búi no llevaba más armas que una honda que solía atar alrededor de su cuerpo y era bastante certero con el tiro. En una ocasión fue emboscado en la colina de Orrustuhóll, por dos hombres, Helgi y Vakr y sus secuaces, y tuvo suficiente con su honda y un puñado de piedras para acabar con la vida de cuatro de ellos antes de obligarles a huir. La saga termina con el motivo arquetípico del duelo a muerte entre padre e hijo: Jökull mata a su padre en un holmgang (duelo) en venganza por el abandono y desprecio a su madre y a él mismo.

## Trasfondo
El trasfondo de la saga son las tensiones existentes entre los islando-noruegos paganos y los irlandeses cristianos a los que Helgi bjóla Ketilsson había permitido asentarse en el área de Kjalarnes, cerca de la actual Reikiavik. Desde esta perspectiva, es interesante la descripción que se hace en el capítulo II de la saga del templo pagano levantado por Þorgrímr, el hijo de Helgi bjóla.

## Traducciones
- The Saga of the People of Kjalarnes. Translated by Robert Cook and John Porter. In: Viðar Hreinsson (General Editor): The Complete Sagas of Icelanders including 49 Tales. Reykjavík: Leifur Eiríksson Publishing, 1997. Volume III, pp. 305-328. ISBN 9979-9293-3-2.